# Warionia saharae
Warionia saharae is een soort uit de composietenfamilie (Asteraceae). De soort komt voor van in het zuiden van Marokko tot in het zuidwesten van Algerije. De soort groeit op de hellingen van de Hoge Atlas, de Anti-Atlas en de Sahara-Atlas, langs de kust van Zuid-Marokko en in de woestijn, op hoogtes tussen zeeniveau en 1300 meter.
Het is een geurige, distelachtige struik die een hoogte van een halve meter tot 2 meter kan bereiken. De struik bevat een wit melksap en heeft vlezige, veervormig verdeelde, golvende bladeren. In de traditionele Marokkaanse geneeskunde worden deze bladeren tegen verschillende kwalen gebruikt. Ook kan er uit plantendelen een etherische olie gewonnen worden. Verder wordt er door lokale vrouwen een parfum gemaakt van de bladeren, die ze gebruiken om zichzelf te parfumeren.